# Drabbelkoek
Um drabbelkoek é um biscoito redondo e crocante originário da cidade de Sneek, nos Países Baixos.
Drabbelkoeken são produzidos na Frísia desde o século XVIII. Em Sneek, a fábrica Haga produz drabbelkoeken desde 1850.
A receita é feita com farinha de trigo, manteiga, leite (ou leitelho), canela e açúcar. O nome do bolo vem da técnica utilizada durante a sua preparação; a receita é preparada gotejando (em neerlandês, drabbelen) fios de massa líquida na manteiga.
Para fazer drabbelkoeken, a massa líquida é despejada com a ajuda de um funil dentro de manteiga quente, aonde a massa é frita. Depois de dourar um pouco, a massa ainda em fios é retirada e deixada para esfriar em uma tigela de maneira que a gordura escorra, e a massa adquira uma forma côncava. O drabbelkoek é então deixado para esfriar até que a massa torne-se mais rígida.